# 46-та мотострілецька дивізія (СРСР)
46-та мотострілецька дивізія (46 МСД, в/ч 31429) — військове з'єднання мотострілецьких військ Радянської армії, що існувало у 1980—1989 роках. Дивізія створена в лютому 1980 року в місті Луганськ, Луганська область, замінивши 4-ту гвардійську мотострілецьку дивізію, передислоковану до Туркестанського військового округу. Протягом Холодної війни, дивізія мала статус кадрованої й утримувалася на рівні 15% (2000 осіб) повної штатної чисельності. У березні 1989 року була розформована.

## Історія
Створена в лютому 1980 року в місті Луганськ, Луганська область замінивши 4-ту гвардійську мотострілецьку дивізію передислоковану до Туркестанського військового округу.
Розформована в березні 1989, коли 4-та гвардійська мотострілецька дивізія повернулась до Луганська.

## Структура
Протягом історії з'єднання його стурктура та склад неодноразово змінювались.

### 1980
- 15-й гвардійський мотострілецький полк (Луганськ, Луганська область) - зі складу 4-ї гвардійської мотострілецької дивізії
- 561-й мотострілецький полк (Луганськ, Луганська область)
- 875-й мотострілецький полк (Коммунарськ, Луганська область)
- 133-й танковий полк (Коммунарськ, Луганська область)
- 425-й артилерійський полк (Коммунарськ, Луганська область)
- 1215-й зенітний артилерійський полк (Луганськ, Луганська область)
- 000 окремий ракетний дивізіон (Луганськ, Луганська область)
- 0000 окремий протитанковий артилерійський дивізіон (Коммунарськ, Луганська область)
- 380-й окремий розвідувальний батальйон (Луганськ, Луганська область)
- 1615-й окремий інженерно-саперний батальйон (Луганськ, Луганська область)
- 2073-й окремий батальйон зв'язку (Луганськ, Луганська область)
- 000 окрема рота хімічного захисту (Луганськ, Луганська область)
- 72-й окремий ремонтно-відновлювальний батальйон (Луганськ, Луганська область)
- 000 окремий санітарно-медичний батальйон (Луганськ, Луганська область)
- 000 окремий батальйон матеріального забезпечення (Луганськ, Луганська область)

### 1988
- 15-й гвардійський мотострілецький полк (Луганськ, Луганська область)
- 561-й мотострілецький полк (Луганськ, Луганська область)
- 875-й мотострілецький полк (Коммунарськ, Луганська область)
- 133-й танковий полк (Коммунарськ, Луганська область)
- 425-й артилерійський полк (Коммунарськ, Луганська область)
- 1215-й зенітний ракетний полк (Луганськ, Луганська область)
- 000 окремий ракетний дивізіон (Луганськ, Луганська область)
- 0000 окремий протитанковий артилерійський дивізіон (Коммунарськ, Луганська область)
- 380-й окремий розвідувальний батальйон (Луганськ, Луганська область)
- 1615-й окремий інженерно-саперний батальйон (Луганськ, Луганська область)
- 2073-й окремий батальйон зв'язку (Луганськ, Луганська область)
- 000 окрема рота хімічного захисту (Луганськ, Луганська область)
- 72-й окремий ремонтно-відновлювальний батальйон (Луганськ, Луганська область)
- 000 окремий санітарно-медичний батальйон (Луганськ, Луганська область)
- 000 окремий батальйон матеріального забезпечення (Луганськ, Луганська область)

## Розташування
- Штаб (Луганськ): 48 34 45N, 39 16 08E
- Луганські казарми: 48 35 06N, 39 15 42E
- Коммунарські казарми: 48 28 37N, 38 48 24E